# Окниця
О́книця (рум. Ocniţa) — місто на півночі Молдови, центр Окницького району. У місті діє пункт контролю через державний кордон з Україною Сокиряни — Окниця.
У місті проживають молдовани, українці та росіяни. Згідно з переписом 2004 року українців — 3082 особи (33 %).

## Історія
Окниця була заснована як залізнична станція у 1890 році при будівництві Новоселицької гілки Південно-Західних доріг, що починалася від Жмеринки та Слобідки, сходилася в Окниці і закінчувалася в Новоселиці. Лінія будувалася протягом п'яти років (із 1892 по 1897 рр.), її довжина становила 520 верст. Окниця була закладена на перетині двох гілок, Новоселицької і Могилівської, на 247-й версті від Слобідки.
1898 року в Окниці було 45 власників землі загальною площею 8 десятин 1660 сажнів.
1903 році на станції Окниця завершується будівництво залізничного вокзалу.
1904 року в місті проживало 3240 осіб, була церква, школа із двома класами і земство.
До 1910 року тут діяли основне паровозне депо, майстерні для малого ремонту паротягів і вагонів, містилося управління учасниками шляху й тяги. Бессарабські вантажі через Окницю надходили на головну магістраль Південно-Західних залізниць та до провінцій Австро-Угорщини.
Станом на 1991 рік станція Окниця є однією з основних вузлових станцій Залізниці Молдови.
Населення міста у 1974 році становило 7,1 тисяч осіб, а у 1994 році — 11,3 тис. чол.

## Відомі люди
- Руденко Юрій — український інженер, один із засновників Організації Українських Націоналістів.
- Морозов Олександр — співак і композитор
- Арн Окніцер — єврейський письменник.